# Niklas Breilin
Niklas Breilin (* 8. September 1999 in Salo) ist ein finnischer Volleyballspieler.

## Karriere
Breilin begann seine Karriere bei Rikala Volley. Von 2015 bis 2017 spielte er im Nachwuchsteam von Kuortane. Er wurde 2014 und 2016 finnischer Meister der U15 und U17. 2017 wechselte der Libero zu Kokkolan Tiikerit. 2020 ging er zu Savo Volley. Dort wurde er in der Saison 2020/21 finnischer Vizemeister. 2021 wechselte der finnische Nationalspieler  zum belgischen Verein Caruur Volley Gent. 2023 wurde Breilin vom deutschen Bundesligisten Helios Grizzlys Giesen verpflichtet. Mit den Grizzlys kam er ins Achtelfinale des Challenge Cups. National erreichte er mit der Mannschaft in der Saison 2023/24 das Halbfinale im DVV-Pokal und als Hauptrunden-Zweiter der Bundesliga auch das Playoff-Halbfinale. Breilin spielt 2024/25 weiterhin für Giesen.